# Sexy Zone
Timelesz — японский бой-бэнд, созданный идол-агентством Johnny & Associates.
Группа дебютировала с CD-синглом «Sexy Zone» 16 ноября 2011 года. Средний возраст участников на тот момент составлял 14,4 года. По данным Орикона, в первую неделю было продано 173 тысячи копий, что обеспечило первое место в хит-параде.

## Состав
- Кэнто Накадзима (яп. 中島 健人 Накадзима Кэнто), род. 13 марта 1994
- Фума Кикути (яп. 菊池風磨 Кикути Фу:ма), род. 7 марта 1995
- Сёри Сато (яп. 佐藤 勝利 Сато: Сё:ри), род. 30 октября 1996
- Со Мацусима (яп. 松島 聡 Мацусима Со:), род. 27 ноября 1997
- Мариус Ё (яп. マリウス葉 Мариусу Ё:), род. 30 марта 2000

## Дискография
- One Sexy Zone (2012)
- Sexy Second (2014)
- Sexy Power3 (2015)
- Welcome to Sexy Zone (2016)
- Sexy Zone 5th Anniversary Best (2016)
- XYZ=Repainting (2018)
- Pages (2019)
- Pop × Step!? (2020)